# Palotás Gábor
Palotás Gábor (Budapest, 1927. június 16. – Budapest, 1993. október 28.) gyógypedagógus, orvos, címzetes főiskolai tanár (1985),Gyógypedagógiai Tanárképző Főiskola Logopédiai Tanszékének vezetője (1964-1967) a Bárczi Gusztáv Gyógypedagógiai Tanárképző Főiskola Gyakorló Beszédjavító Intézetének igazgatója (1981-1993).

## Életútja
Elemi és középiskolás tanulmányait szülőhelyén végezte, majd 1953-ban gyógypedagógiai tanári diplomát szerzett. Pályakezdőként a mozgásterápia tanszéken dolgozott Pető András mellett. 1954-ben a Kanizsai Dezső által vezetett logopédiai tanszékre került, ahol tanársegédként, majd adjunktusként tevékenykedett.
1957 februárja és októbere között az Országos Ideg- és Elmegyógyintézetben dolgozott. 1964-ben megszerezte általános orvosi diplomáját és ettől kezdve egy ideig vezetőjévé vált a Gyógypedagógiai Tanárképző Főiskola logopédiai tanszékének.
1967-ben a Péterfy Sándor Utcai Kórház Fül-, Orr-, Gégeosztályáján tevékenykedett, 1969-ben pedig megszerezte fül-, orr-, gégészeti képesítését. 1968-tól Apáthy István Gyermekkórházában dolgozott először szakorvosként, majd szakfőorvosként, továbbá kinevezték az audiológiai részleg vezetőjévé. 1980-ban új képesítésre tett szert: rehabilitációs, valamint a csecsemő és gyermekkor fül-, orr- és gégegyógyászatának szakorvosa lett.
1981 júliusától a Bárczi Gusztáv Gyógypedagógiai Tanárképző Főiskola Gyakorló Beszédjavító Intézetének igazgatójává vált.
1993 januárjában nyugalomba vonult.

## Munkássága
Palotás Gábor megalakulásától kezdve igazgatta a Gyakorló Beszédjavító Intézetet, s közben határozott elképzelése szerint úgy formálta az intézmény szellemi arculatát, hogy munkatársai azt érezték, csak így lehet igazán művelni a szakmát. Az intézményben dolgozó tanárok szabadkezet kaptak a terápiás módszerek megválasztásában, ha összhangban voltak a körültekintő diagnosztikai feltárással. A komplex ellátást olyan szakemberek közreműködésével valósította meg, akik segítsége kiegészítette a logopédiai terápiát. Folyamatosan számontartotta a logopédia területén alkalmazható nyelvészeti, pszicholingvisztikai, neurolingvisztikai, fonetikai, fonitáriai stb. területen elért különböző eredményeket.
Palotás Gábor szívvel-lélekkel járult hozzá a logopédia tudományterületének fejlődéséhez. Kutatásai során a gyönyör érzése töltötte el, s ezt a mentalitást sikeresen plántált át számos tanítványába és kollégájába is. Munkatársai együttérző, szeretetteljes s rendkívül jó szakembernek tartották, akinek erkölcsi világában megannyi más pozitív szociális érzelme mellett helyet kapott a felháborodás is, és aki képes volt anélkül ítélni, hogy indulatai elragadták volna.  Ebből az érzelmi alapból és intellektusából fakadt széles körű szakmai, valamint tudományos érdeklődése, mely kiterjedt –a logopédián és a gyógypedagógián túl– a fül-, orr- és gégegyógyászatra (ezen belül a foniátriára és az audiológia területére), a pszichológiára, a pszichiátriára és a neurológiára. Folyamatosan kitekintett a világra, tudása naprakész volt, azonban tájékozódása nem pusztán passzív, befogadó jellegű volt, hanem igyekezett tanítványait és munkatársait egyaránt megismertetni a szakma legújabb eredményeivel és a különböző szakirodalmi tényekkel.
Rendkívül értékes és magas színvonalú továbbképzési formát valósított meg a Gyakorló Beszédjavító Intézetben. A Főiskolán kívül előadásokat tartott az Orvostovábbképzőn, valamint felszólalt számos hazai és külföldi kongresszuson is. Kezdeményezője és elnöke volt annak az 1993 őszén, Budapesten tartott nemzetközi konferenciának, mely a dadogás gyógyításának kérdését tárgyalta, azonban betegsége ekkor már ágyhoz kötötte.
Szaktudományának és saját kutatásainak eredményeit mintegy félszáz magyar és idegen nyelvű tudományos közleményében és tankönyvrészletében ismertette.

## Munkáiból
- A logopédia fogalma, célja és feladatai, a logopédiai tevékenység formái. GYTF évk. II. Bp. 1966. 187-194.
- (Társszerzővel): Cerebellaris mutismus. Gyermekgyógyászat, 1976. 3. 387-391.
- A hallási fogyatékos és beszédhibás gyermekek habilitációja és rehabilitációja. Magyar Pszichológiai Szemle, 1976. 1. 14-23.
- A beszédhibák kórtana. in: Göllesz V. (szerk.): Gyógypedagógiai kórtan. Budapest, 1990. 335-426.
- Parciális teljesítményzavarok a logopédiai gyakorlatban. in: Magyar Fonetikai Füzetek. 23. Budapest, 1991. 124-131.
- A diszlexia patológiájának néhány kérdéséről. Fejlesztő Pedagógia, 1992. 2. 59-61.
- A hadarás kórtana. In: Vassné Kovács E. (szerk.): A hadarás. Budapest, 1993. 11-18.
- Pléh Csaba – Palotás Gábor – Lőrik József: Nyelvfejlődési szűrővizsgálat (PPL). Akadémiai Kiadó, Budapest, 2002 (ISBN 963 05 7869 7)